# Santo contra el cerebro diabólico
Série
Santo en el hotel de la muerte
(1963) Superman contre les femmes vampires
(1962)
Pour plus de détails, voir Fiche technique et Distribution.
Santo contra el cerebro diabólico (trad. litt. : « Santo contre le cerveau diabolique ») est un film mexicain de Federico Curiel, tourné en 1961 et sorti en 1963. C'est le sixième film d'El Santo, el enmascarado de plata.

## Synopsis
Venus enquêter dans un village où des agressions sont survenus, un commissaire et son assistant jouent au poker avec des bandits qui s'en prennent à eux. El Santo arrive alors pour les sauver et va se joindre à leur enquête sur la mort d’un vieux propriétaire terrien.

## Fiche technique
- Titre original : Santo contra el cerebro diabólico
- Titre anglais ou international : Santo vs. the Diabolical Brain
- Réalisation : Federico Curiel
- Scénario : Federico Curiel, Antonio Orellana, Fernando Osés
- Direction artistique : Arcadi Artis Gener
- Photographie : Fernando Colín
- Montage : José Juan Munguía
- Musique : Enrico C. Cabiati
- Société(s) de production : Azteca Films
- Pays d’origine :  Mexique
- Langue originale : espagnol
- Format : noir et blanc — 35 mm — son Mono
- Genre : action, aventure
- Durée : 90 minutes
- Dates de sortie :
  - Mexique : 17 mai 1963

## Distribution
- El Santo : Santo
- Fernando Casanova : Fernando Lavalle
- Ana Bertha Lepe : Virginia
- Roberto Ramírez Garza : Conrado
- Luis Aceves Castañeda : Refugio Canales
- Celia Viveros : La Jarocha
- José Chávez : Roque
- Augusto Benedico : assistant de Santo
- Carlos Rincón Gallardo : Herlindo, serveur
- Víctor Velázquez : Señor Morales
- Fernando Osés : assassin oriental ; homme de main
- Enrique Couto : chef de la police
- Magda Monzón
- Manuel Dondé : Carlos
- José Loza : Adrián
- Emilio Garibay : Renato
- Cuco Sánchez : chanteur
- Antonio Bribiesca : joueur de guitare
- Trio Los Gallos

## Production
Santo contra el cerebro diabólico a été produit et tourné entre le 16 octobre et le 30 novembre 1961, en même temps que les deux films précédents : Santo contra el Rey del Crimen et Santo en el hotel de la muerte.